# 경복궁 소주방

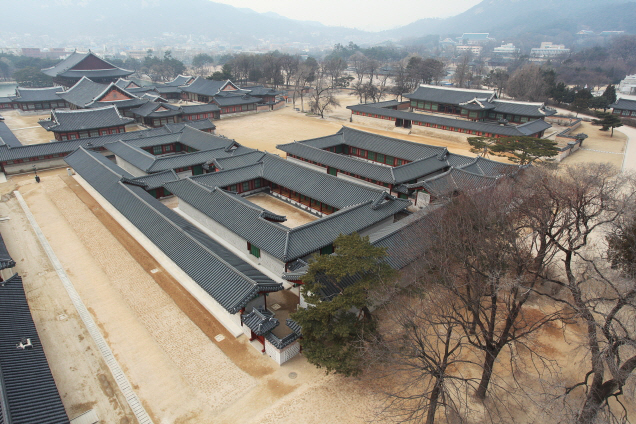
소주방 전경

경복궁 소주방(燒廚房)은 경복궁에서 왕의 수라를 마련하던 궁궐의 부엌이다. 자선당 등 동궁 권역에 있는 것을 주로 일컫는 말이나, 강령전과 교태전에 소속된 내외소주방과 비현각 동편의 장방 및 수소주방도 있었다.

## 명칭
소주방(燒廚房)은 한자 그대로 '불을 쓰는 방'이라는 뜻이다. 그러나 《조선왕조실록》에서는 이와 같은 표기가 등장하지 않고 대신 ‘소주방(小廚房)’, ‘주방(廚房)’, ‘내주(內廚)’의 표기가 등장한다. 그러나 실록 이외의 문집이나 동궐도 등에서는 ‘소주방(燒廚房)’의 표기가 등장한다.
수라간(水剌間)은 소주방과 다른 공간으로, 소주방에서 음식을 조리한다면 수라간에서는 음식을 기획하는 장소로 본다. 소주방에서 제작한 음식을 밥상에 올려보내는 공간으로 보는 시각도 있다.

## 구조와 기능
소주방은 이조(吏曹)의 공간이다. 이조에는 궁궐의 음식을 담당하는 내시부(內侍府)와 사옹원(司饔院)이 있었는데, 내시부는 궁궐 내의 음식을 감독하는 일과 요리하는 상궁 나인을 관할하였다면 주원(廚院)이라고도 하는 사옹원은 직접 요리를 하는 부서였다. 공상천에서 식사 재료를 올리면 사옹원에서 재료와 왕의 건강 상태를 일차적으로 점검하고, 사옹원 감독들이 이차적으로 식단과 반찬 갯수를 결정하였다. 이후 소주방에서 음식을 만들면 외주방에서는 임금에게, 내주방에서는 임금과 왕비를 위하여 음식을 낸 것으로 본다.
소주방은 외소주방, 내소주방, 생과방으로 나뉜다.

### 외소주방
외소주방은 밖소주방이라고도 한다. 궁궐의 잔치 때의 음식을 장만하는 곳으로, 차례나 고사를 비롯해 크고 작은 모든 잔치를 담당했다.

### 내소주방
내소주방은 안소주방이라고도 한다. 왕과 왕비의 평상시 조석수라상과 주식에 따르는 각종 반찬을 맡았다. 생과방과 협조하여 식전 음식들과 자릿조반, 낮것등을 대령했다.

### 생과방
생과방(生果房)은 생물방(生物房), 생것방이라고도 부른다. 주로 간식과 후식, 즉 떡, 생과, 숙설과, 화채, 죽 등을 조리한 공간이다.